# USM U. Schärer Söhne

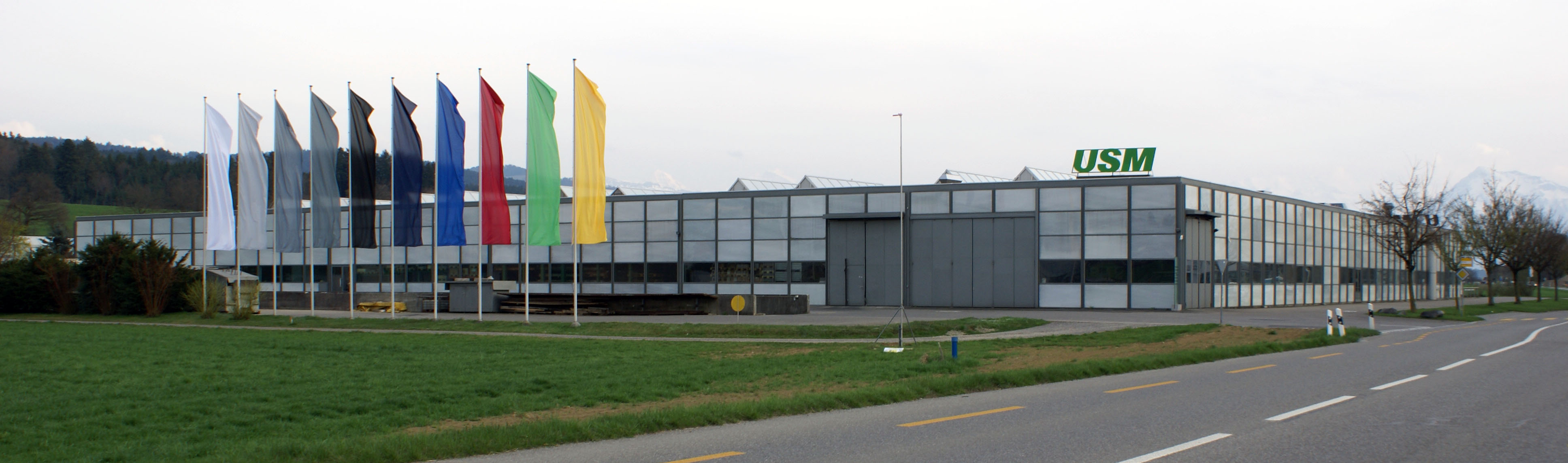
Hauptgebäude von USM in Münsingen

Die USM U. Schärer Söhne AG mit Sitz im bernischen Münsingen ist ein international tätiger Schweizer Möbelhersteller. Das Unternehmen ist weltweit bekannt für sein 1963 entwickeltes und 1969 zur Serienreife ausgebautes Möbelbausystem USM Haller.

## Unternehmensgeschichte
Die Geschichte auf die 1885 durch den Schweizer Handwerker Ulrich Schärer gegründete Schlosserei und Schmiedewerkstätte in einem Hinterdorf von Münsingen zurück. Im selben Haus führte Schärers Ehefrau Rosalie eine Eisenwarenhandlung. In den 1920er Jahren entwickelte sich das Unternehmen zu einer auf Fensterbeschläge, sogenannte Espagnoletten, spezialisierten Kleinfabrik, die nach dem Zweiten Weltkrieg ihre Produktion auf Metallbau und Blechbearbeitung ausbaute. Ende der 1920er hatte Ulrich Schärer seine Firma, die seither als U. Schärer Söhne firmierte, an seine Söhne Robert, Paul und Hans Schärer übergeben.
Zu Beginn der 1960er Jahre, mit Eintritt des Enkels von Ulrich Schärer und Sohn von Paul Schärer, Paul Schärer jr. (1933–2011), richtete sich das Unternehmen mit dem kompletten Neubau der Fabrik zu einem designorientierten Industrieunternehmen neu aus. Der Architekturauftrag für das moderne Fabrik- und Bürogebäude ging an Fritz Haller, damals Architekt in Solothurn. Das funktionale Stahlbausystem-Gebäude, das so konzipiert war, dass es zu einem späteren Zeitpunkt beliebig erweitert werden konnte (bis in die 2010er Jahre insgesamt sieben Mal erweitert), wurde in der Folge als Stahlbausystem USM Haller vermarktet und diente schliesslich zum Vorbild für das USM Haller Möbelbausystem. Paul Schärer entwickelte das Möbelsystem gemeinsam mit Fritz Haller ab 1963 zunächst für den Eigengebrauch als funktionale und erweiterbare bzw. veränderbare Inneneinrichtung für das 1965 eingeweihte firmeneigene Verwaltungsgebäude in Münsingen, den sogenannten Büropavillon. Nach der Ausstattung der Rothschild Bank mit 600 Arbeitsplätzen in Paris mit USM Haller Möbeln ging die Produktlinie 1969 für den Gross- und Einzelhandel in Serie. Die ersten Grossaufträge gingen nach Deutschland: Die Bayerische Rückversicherung in München (seit 2001 Swiss Re) und Bahlsen in Hannover statteten ihre Büroräume mit USM Haller aus. Seither stellt USM Haller das Hauptgeschäft des Unternehmens dar. Das Unternehmenslogo wurde in den 1960er Jahren von dem Schweizer Grafiker Alfred Hablützel für die Werbeagentur Jacquet kreiert.
1989 wurde neben der Produktlinie USM Haller das Präsentationssystem USM Display und 1990 das Tischbausystem USM Kitos lanciert. 1990 wurde Paul Schärer Mehrheitsaktionär des Unternehmens. Die ab den 1920er Jahren begonnene Herstellung von Fensterbeschlägen wurde 1992 aufgegeben. 1996 kam das Innenorganisationssystem USM Inos auf den Markt. 1998 eröffnete das Unternehmen unter dem Namen by USM seinen weltweit ersten Showroom in Hamburg. Seither wurden weitere Showrooms in Bern, Berlin, Düsseldorf, München, New York, Paris und Tokio eingeweiht. 1999 wurde die Arbeitsstation USM eleven22 präsentiert.
Nachdem das Unternehmen 1929 von einer Einzelfirma in eine Kollektivgesellschaft umgewandelt wurde, erfolgte 1967 die Umwandlung in eine Aktiengesellschaft. Diese befindet sich noch heute unter der Führung der vierten Generation im Familienbesitz. Der seit 1993 im Unternehmen als Mitglied des Verwaltungsrats tätige Sohn von Paul Schärer jr., Alexander Schärer, leitet seit 2000 den Verwaltungsrat der USM U. Schärer Söhne AG und ist auch CEO. Als Dachgesellschaft der Tochtergesellschaften in der Schweiz, Deutschland (USM U.Schärer Söhne GmbH, 1975), Frankreich (USM U.Schärer Fils SA, 1994), den USA (USM U.Schaerer Sons Inc., 1995), Japan (USM U.Schaerer Sons K. K., 2008) und Großbritannien (USM U. Schaerer Sons ltd., 2015) firmiert die USM Holding AG. Etwa 60 % der USM Produkte werden für den europäischen Markt hergestellt.

## USM Möbelbausystem Haller
Das USM Möbelbausystem Haller wurde 1965 auf den Markt gebracht. 1969 beginnt die Serienproduktion und der Verkauf des USM Möbelbausystem Haller.
Jedes USM Möbelbausystem ist modular aufgebaut und basiert auf jeweils drei Grundelementen, die eine grenzenlose Vielfalt zur individuellen Einrichtungsgestaltung in der Bürowelt, in öffentlichen Bauten wie auch im privaten Bereich ermöglichen:
- Kugel (Messing, verchromt)
- Verbindungsrohre (Stahl, verchromt)
- Verkleidungselemente in vierzehn Farben und drei Materialien (pulverbeschichtetes Stahlblech, perforiertes Metall und Glas)

Das Möbelbausystem ist heute ein weltweit anerkannter Design-Klassiker und wurde im Jahr 2001 in die Design-Sammlung des Museums of Modern Art MoMA in New York (USA) aufgenommen.

## Weitere Produktlinien
Über die letzten Jahre wurden weitere Produktlinien entwickelt, die untereinander kompatibel sind: USM Möbelbausystem Display (1989), USM Möbelbausystem Kitos (1990) und in Ergänzung das USM Innenorganisationssystem Inos (1996). Mit der Lancierung des raumbildenden und raumgestaltenden USM Möbelbausystem eleven22 Ende 1999 schliesst USM an die Grundphilosophie des USM Möbelbausystems Haller an, geht aber zur Erfüllung der vielfältigen Anforderungen einer computerisierten, sich permanent neu organisierenden und auf knappe Ressourcen ausgerichteten Arbeitswelt völlig neue Wege.
Heute beschäftigt die USM U. Schärer Söhne AG am Hauptsitz in der Schweiz und in den Schwestergesellschaften in Deutschland, Frankreich und den USA rund 400 Mitarbeiter. Der Hersteller mit Produktionsstandort Schweiz ist über Vertriebspartner weltweit in über 30 Ländern präsent.